# Rudolf Helmer

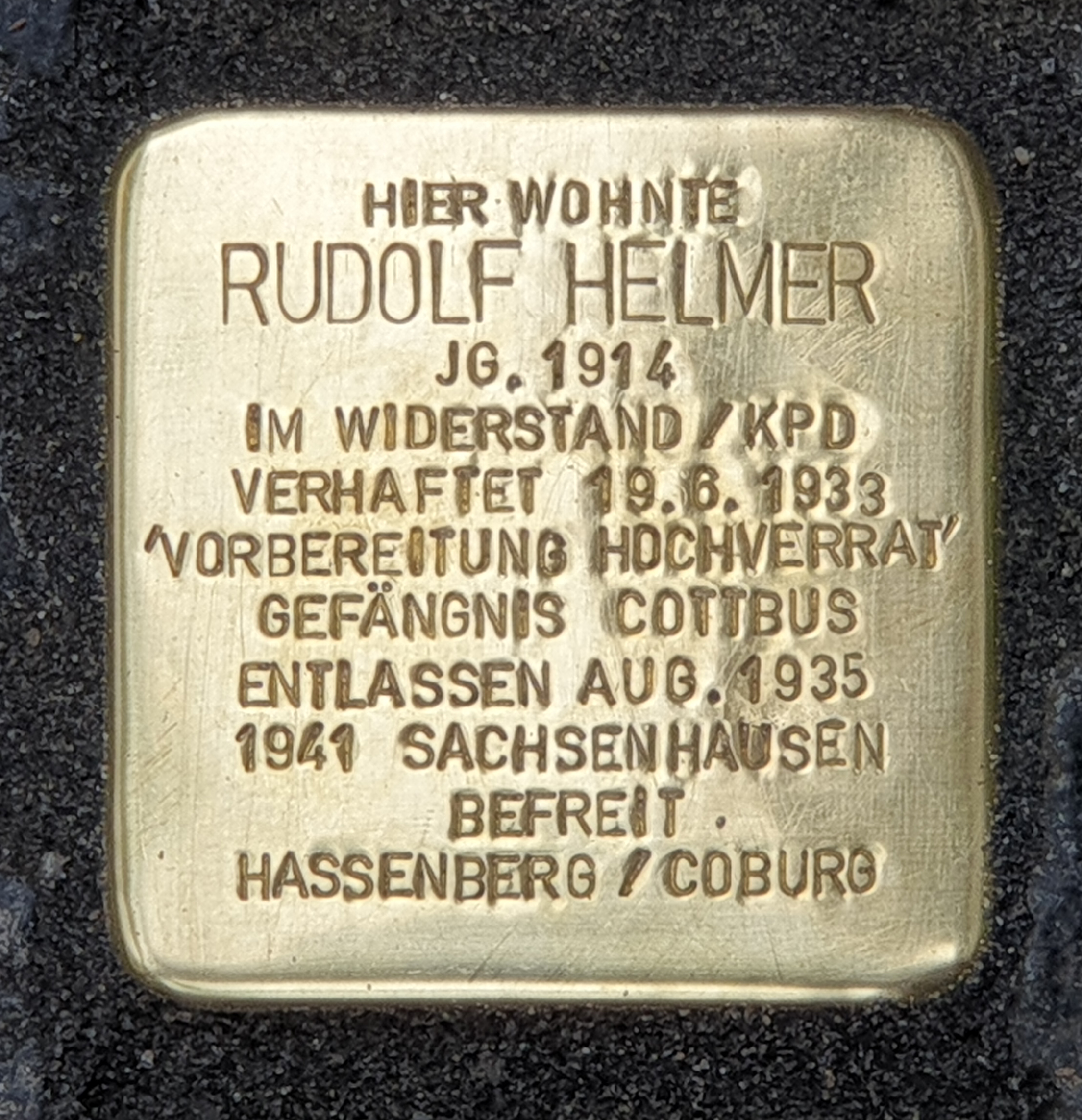
Stolperstein am Haus, Böckhstraße 5, in Berlin-Kreuzberg

Rudolf Helmer (* 22. Februar 1914 in Markranstädt; † 3. März 2007) war ein deutscher Widerstandskämpfer gegen den Nationalsozialismus und Diplomat. Er war Botschafter der DDR in Ungarn.

## Leben
Rudolf Helmer war Sohn eines Schlossers und einer Schneiderin. Nach der Trennung der Eltern ging er 1925 mit seiner Mutter und den zwei Schwestern nach Berlin. Er begann 1928 eine Lehre als technischer Zeichner. Die Eltern von Rudolf Helmer waren seit 1921 Mitglieder der Kommunistischen Partei, 1931 trat auch er in die KPD ein. Seit 1932 lebte er in Berlin-Kreuzberg. Nach der Machtergreifung der Nationalsozialisten und dem Verbot der KPD beteiligte er sich an der Organisation der illegalen Arbeit. Im Juni 1933 wurde er von der Gestapo verhaftet und schwer misshandelt. Im August wurde er wegen „Vorbereitung zum Hochverrat“ zu zwei Jahren Gefängnis verurteilt, die er im Zentraljugendgefängnis Cottbus absaß. Obwohl er nach seiner Entlassung im August 1935 noch längere Zeit unter Polizeiaufsicht stand, setzte er die illegale Arbeit fort. Von 1936 bis 1940 arbeitete er bei verschiedenen Berliner Firmen als technischer Zeichner, Heizungstechniker und Detailkonstrukteur.
Im August 1941 wurde er durch Verrat erneut verhaftet und nach fünfmonatiger Gestapohaft in das Konzentrationslager Sachsenhausen eingeliefert. Helmer trug die Häftlingsnummer 41321. Nach kurzer Zeit wurde er als Heizungstechniker auf ein Außenkommando nach Berlin-Lichterfelde in ein Nebenlager geschickt, später einem Arbeitskommando der Reichspostforschungsanstalt in Kleinmachnow zugeteilt, welches im April 1945 von der SS nach Hassenberg bei Coburg verschleppt wurde. Den dortigen Häftlingen gelang es am 13. April 1945, sich selbst zu befreien.
Helmer ging zurück nach Berlin und wurde wieder Mitglied der KPD. Von 1945 bis 1947 fungierte er als Bezirksrat für Sozialwesen in Berlin-Kreuzberg. Im April 1946 wurde er Mitglied der SED. Bei den ersten Nachkriegswahlen im Oktober 1946 wurde er als Stadtbezirksverordneter in die Stadtbezirksversammlung Kreuzberg gewählt, der er bis 1948 angehörte. Von 1947 bis 1949 studierte er Gesellschaftswissenschaften an der Universität Leipzig und besuchte anschließend einen Lehrgang an der Deutschen Verwaltungsakademie.
Ab 1950 übte er leitende Funktionen im Ministerium für Auswärtige Angelegenheiten der DDR (MfAA) aus. Er war Leiter des Westreferats und Leiter der Abteilung Südosteuropa (Ungarn-Bulgarien-Rumänien) der Hauptabteilung I. Von 1954 bis 1956 wirkte er als Botschaftsrat an der Botschaft in Polen. Von Juli 1956 bis August 1959 war er Botschafter in Ungarn. Nach seiner Rückkehr war er bis 1976 Leiter der 2. Europäischen Abteilung bzw. der Abteilung Benachbarte Länder im MfAA. Im Januar 1976 wurde er als Mitglied des Präsidiums und Sekretär der Zentralleitung des Komitees der Antifaschistischen Widerstandskämpfer der DDR bestätigt. Am 13. April 1985 wurde er als Nachfolger von Heinrich Külckens zum Generalsekretär des Internationalen Sachsenhausen-Komitees gewählt.
Am 12. Juni 2019 wurde vor seinem ehemaligen Wohnort, Berlin-Kreuzberg, Böckhstraße 5, ein Stolperstein verlegt.

## Auszeichnungen
- 1964 Vaterländischer Verdienstorden  in Bronze, 1974 in Silber und 1979 in Gold
- 1984 Orden Stern der Völkerfreundschaft in Gold
- 1989 Ehrenspange zum Vaterländischen Verdienstorden in Gold